# یواس‌اس هرون (ام‌اچ‌سی-۵۲)
یواس‌اس هرون (ام‌اچ‌سی-۵۲) (به انگلیسی: USS Heron (MHC-52)) یک کشتی است که طول آن ۱۸۸ فوت (۵۷ متر) می‌باشد. این کشتی در سال ۱۹۹۲ ساخته شد.